# Grandma
Pour plus de détails, voir Fiche technique et Distribution.
Grandma est un film américain de 2015 écrit et réalisé par Paul Weitz.

## Synopsis
Une vieille poète apprend que sa petite fille de dix-huit ans est enceinte. Toutes deux entament alors un voyage, pour se réconcilier avec leur passé douloureux.

## Fiche technique
- Titre original : Grandma
- Réalisation : Paul Weitz
- Scénario : Paul Weitz
- Producteur :
- Production : Depth of Field, 1821 Pictures
- Musique :
- Pays d'origine :  États-Unis
- Langue d'origine : anglais américain
- Lieux de tournage : Cahuenga General Store (5510 Cahuenga Blvd), North Hollywood, Los Angeles, États-Unis
- Genre : Comédie romantique saphique, comédie dramatique
- Durée : 79 minutes
- Date de sortie :
  - États-Unis : 30 janvier 2015 (Festival du film de Sundance 2015) ; 18 septembre 2015 (sortie nationale)
  - Canada : 21 mai 2015 (Toronto LGBT Film Festival)
  - Royaume-Uni : 11 décembre 2015

## Distribution
- Lily Tomlin : Elle Reid
- Julia Garner : Sage
- Marcia Gay Harden : Judy
- Judy Greer : Olivia
- Laverne Cox : Deathy
- Elizabeth Peña : Carla
- Nat Wolff : Cam
- Sarah Burns : Jill
- John Cho : Chau
- Sam Elliott : Karl
- Mo Aboul-Zelof : Ian
- Colleen Camp : la cliente dans le magasin Hallenbeck
- Skya Chanadet : la jeune voisine d'Elle Reid
- Frank Collison : Mike
- Meg Crosbie : l'enfant manifestant

## Distinctions

### Nominations
- Golden Globes 2016 : meilleure actrice dans un film musical ou une comédie pour Lily Tomlin